# Véronique Mermoud
Véronique Mermoud, née de Lucienne Chuit et de Maurice Mermoud le 18 avril 1947 à Chêne-Bougerie dans le canton de Genève. Elle est la benjamine d'une fratrie de cinq. Elle est une comédienne suisse, cofondatrice et codirectrice avec Gisèle Sallin du Théâtre des Osses durant 36 ans. 

## Biographie
À 15 ans, Véronique Mermoud est élève de Germaine Tournier, au Conservatoire Populaire de Musique de Genève,. Elle obtient la Bourse de l'État de Genève puis se forme dès 1967 au Conservatoire national supérieur d'art dramatique de Paris.
Après le Conservatoire, en 1971, elle monte deux spectacles avec des camarades, puis décide de rentrer en Suisse, où les conditions de travail lui correspondent mieux.
Elle est engagée à la RTSR (Radio Télévision Suisse Romande) d’abord comme comédienne puis comme metteure en ondes où elle sera officiellement reçue en 1982, et la première femme à occuper ce poste en Suisse. 
Parallèlement, en 1978, elle fonde le Théâtre des Osses avec Gisèle Sallin. 

## Interprétations par ordre chronologique

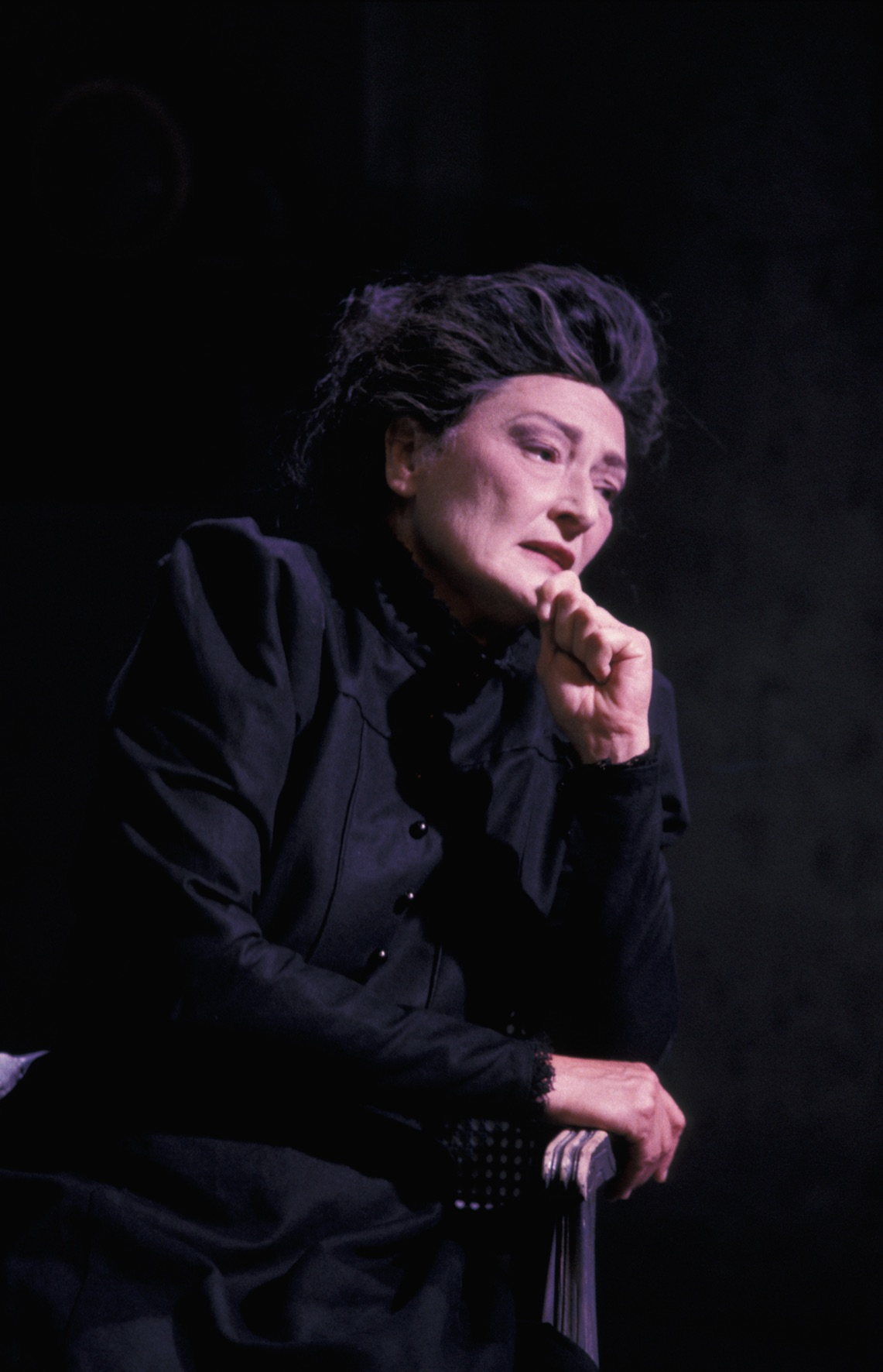
Véronique Mermoud dans Thérèse Raquin de Emile Zola, au Théâtre des Osses

Durant sa carrière de comédienne, elle joue dans les pièces et les films suivants : 
- 1971–1974 : En France, au Festival d'Avignon et dans diverses villes de province :
  - Marie Stuart de Friedrich Schiller (rôle d'Élisabeth)
  - Le Boa sous la cloche de Bernard Mazéas
  - Andromaque de Racine (rôle d'Andromaque)
- 1975–1977 : En Suisse, à la Comédie, au Théâtre de Poche, au Théâtre de Carouge et au Théâtre du Caveau à Genève :
  - Les Bonnes de Jean Genet (rôle de Claire)
  - La Cerisaie d'Anton Tchekov
  - Vacances de Michel Viala
  - La Vie est un songe de Calderon (rôle de Rosaura)
  - Lear d'Edward Bond (rôle de Cordelia)
  - Parle-moi comme la pluie de Tennessee Williams[5]
- 1978 : Première pièce montée en théâtre "off" avec Gisèle Sallin :
  - Le Théâtre d'Emma Santos d'Emma Santos (monologue, création suisse)[6]
- 1979, dans des mises en scène de Gisèle Sallin :
  - Le Malentendu d'Albert Camus (rôle de Martha) au Théâtre de Poche à Genève et en tournée suisse
  - Création mondiale de Solange et Marguerite de Jean-Pierre Gos[7]
- 1980 : Reprise du Théâtre d'Emma Santos et de Solange et Marguerite et tournée en Suisse, en France, au Québec et à Montréal.
- 1981 : Création suisse de S. Corinna Bille d'après les textes de S. Corinna Bille (monologue, joué dans toute la Suisse)[8].
- 1982-1985 :
  - Création suisse de Médéa de Jean Vauthier (rôle de Médée)
  - Faust de Marlowe (rôle de Méphistophélès) au Théâtre de Vidy Lausanne
  - Engagée à la Comédie de Genève par Benno Besson, elle joue dans :
    - L'Oiseau Vert de Gozzi (rôle de La Tartagliona)
    - Hamlet de Shakespeare (rôle de Gertrude)
    - Le Médecin malgré lui de Molière (rôle de la nounou)

  - Spectacles joués en Suisse, France, Italie, Belgique et Canada.
- 1986 : Le Souffle et le Soupir, spectacle du 450ème anniversaire de la Réformation à Genève.
- 1987-1988 :
  - La Puce à l'Oreille de Feydeau (co-production Théâtre de Vidy - Théâtre de Carouge)
  - Les Grenouille d'Aristophane (Théâtre de Carouge)
  - Une révolution en été de Buenzod (création Théâtre de Vidy)
  - La Danse de mort de Strindberg (Théâtre de Vidy)
  - Les Enfants de la Truie de G. Sallin et M.-H. Gagnon (production Théâtre des Osses, création mondiale au Théâtre de Vidy)[9]
  - Antigone de Sophocle (production Théâtre des Osses)
- 1988-1989 :
  - Emilie ne sera plus jamais cueillie par l'anémone de Michel Garneau (création suisse, rôle d'Uranie), Nouveau Théâtre de Poche à Genève
  - La Fontaine de J.-M. Synge (traduction de Marie Cardinal, rôle de Marie Doul), Théâtre de Vidy à Lausanne
- 1990 :
  - Reprise des Enfants de la Truie à Mantes-la-Jolie (Paris), Grenoble et Nyon.
  - Marie Tudor de Victor Hugo (rôle de Marie Tudor, production Théâtre Mobile, à Genève)[10]
  - Les Femmes Savantes de Molière (rôle de Philaminte, production Théâtre des Osses, mise en scène de Gisèle Sallin) ; c'est la pièce d'ouverture du Théâtre des Osses à Givisiez. Cette pièce a laissé une trace : une rue de Givisiez a été baptisée, depuis cette pièce, "Rue des Femmes Savantes"[11]
- 1991 :
  - Reprise des Enfants de la Truie à Bruxelles et au Festival de Théâtre Scènes suisses à Zurich.
  - Reprise d'Emilie ne sera plus jamais cueillie par l'anémone, tournée en Suisse romande.
  - Reprise des Enfants de la Truie au Festival d'Avignon.
  - Reprise des Femmes savantes au 40ème Festival de Sarlat en France.
  - Le Bal des Poussettes de G. Sallin et M.-H. Gagnon (production du Théâtre des Osses, création mondiale à Givisiez)
- 1992-1993 :
  - L'Emission de télévision de M. Vinaver au Théâtre du Grütli, Genève. Mise en scène de Jacques Maître.
  - La Pythonisse dans Le Roi David d'Arthur Honegger (sous la direction de Michel Corboz en Suisse, France, Pologne et Allemagne).
  - Phèdre de Racine (rôle de Phèdre, production Théâtre des Osses, création au festival de Sarlat en France jouée à Givisiez et tournée en Suisse)
  - L'Ecole des Femmes de Molière (rôle de Chrysalde, production Théâtre des Osses, tournée en Suisse romande).
- 1994 :
  - Diotime et les Lions de Henry Bauchau (monologue, création mondiale, production Théâtre des Osses, tournée en Suisse, France et Belgique)[12].
  - Horace de Corneille (rôle de Sabine) au Théâtre du Grütli, production de Jacques Maitre.
- 1995 :
  - Diotime et les Lions, tournée en Suisse, France et Montréal.
  - Le Grabe d'Isabelle Daccord (rôle de l’Aveugle, création mondiale, production du Théâtre des Osses).
- 1997 : Le Malade imaginaire de Molière (rôle de Toinette, production Théâtre des Osses, tournée en Suisse romande et alémanique).
- 1998 :
  - Frank V de F. Dürrenmatt (rôle de Böckmann, production Théâtre des Osses, tournée en Suisse romande et alémanique).
  - La Pythonisse dans Le Roi David d'A. Honegger à la Fraumünster à Zurich.
  - 1998 : Le Pénitent de Hugues de Laugardière (film)[13]
- 1999-2001 :
  - Le Roi David de Honegger (sous la direction de Michel Corboz au 33ème Festival de La Chaise-Dieu en France)
  - Reprise et nouvelle mise en scène d'Emilie ne sera plus jamais cueillie par l’anémone (coproduction Théâtre des Osses – le Poche, Genève, tournée au Québec et en Suisse).
- 2001–2002 : Le Cavalier bizarre de Michel de Ghelderode (production Théâtre des Osses).
- 2002–2003 :
  - Thérèse Raquin d'Émile Zola (rôle de Madame Raquin, production du Théâtre des Osses).
  - Cabaret Jacques Prévert (production Théâtre des Osses).
  - Reprise du Cavalier bizarre de Ghelderode en tournée en Suisse.
- 2004 :
  - Extermination du peuple, ou mon foie n’a pas de sens de Werner Schwab (rôle de La Pestefeu) dans une mise en scène de Philippe Adrien (production du Théâtre des Osses).
  - Reprise de Thérèse Raquin en tournée en Suisse, France et Roumanie.
  - Absolut de Romed Wyder (film)[13]
- 2005-2006 :
  - L’Avare de Molière (rôle de Frosine) dans une mise en scène de Gisèle Sallin (production du Théâtre des Osses).
  - Mère Courage et ses enfants de Bertolt Brecht (rôle d'Anna Fierling) dans une mise en scène de Gisèle Sallin (production du Théâtre des Osses)[14].
  - Reprise de L’Avare en tournée en Suisse, France et Slovénie.

- 2006 : Victor ou les enfants au pouvoir de Roger Vitrac (rôle d'Ida Mortemare) dans une mise en scène de Gisèle Sallin (production du Théâtre des Osses).

- 2007 :
  - Les Bas-fonds de Maxime Gorki (rôle de Louka), mise en scène de Gisèle Sallin, production du Théâtre des Osses
- 2008 :
  - L’Orestie d’Eschyle d'Isabelle Daccord, mise en scène de Gisèle Sallin, production du Théâtre des Osses[15]
  - Britannicus de Racine (rôle d'Agrippine), mise en scène de Gérard Desarthe, coproduction Le Poche (GE) - Vidy-Lausanne - Théâtre des Osses[16]
  - Hommage à Barbara, tour de chants accompagnée au piano par Sylviane Galeazzi, production du Théâtre des Osses
- 2009 :
  - Jocaste Reine de Nancy Huston (rôle de Jocaste), mise en scène de Gisèle Sallin, production du Théâtre des Osses[17]
- 2010 :
  - Les Femmes savantes de Molière (rôle de Bélise), mise en scène de Gisèle Sallin, production du Théâtre des Osses
- 2011 :
  - La Tortue de Darwin de Juan Mayorga (rôle de la Tortue), mise en scène de Philippe Adrien, production du Théâtre des Osses
- 2012 :
  - Marie Impie de Denise Gouverneur (rôle de Prudence), mise en scène de Gisèle Sallin, production du Théâtre des Osses
  - Salon Hugo, la lumière et l'ombre et Marie Tudor de Victor Hugo (rôle titre), mise en scène de Gisèle Sallin, production du Théâtre des Osses
- 2014 :
  - Rideau !, de Gisèle Sallin, Mise en scène par Gisèle Sallin, spectacle d'adieu de Gisèle Sallin et Véronique Mermoud[18]
- 2015 :
  - Bonne poire de Jasmin Gordon (film)[13]

- 2018 :
  - Biceps de Robin Harsch (film)[13]
- 2023 :
  - Laissez-moi de Maxime Rappaz (film)[13]

## Renommée et récompenses
Elle remporte de nombreux prix, dont :
- en 1993, le Prix de la Fondation Doron, soutenant l'initiative privée et la défense de textes de qualité;[19]
- en 1993, le Prix Gilson, prix international des communautés francophones pour la mise en ondes d'une pièce de Yvette Z'Graggen;[19],[20]
- en 1995, le Prix Sacha Pitoëff pour son interprétation de Diotime et les lions de Henry Bauchau;[19]
- en 1998, la Médaille d'Or du Rayonnement Culturel décerné par la Renaissance française sous le haut patronage du Président de la République française;[19]
- en 2002, le prix du Comédien pour l'ensemble de sa carrière;[19]
- en 2003, l’Anneau Hans-Reinhart, la plus haute distinction suisse dans le domaine théâtral ;
- en 2004, l’ Ordre de Chevalier des Arts et des Lettres du Ministère français de la Culture et de la Communication;
- Et, en 2014, le Prix Doron remis à la Fondation du Théâtre des Osses[21],[22].

Dans le cadre de sa collaboration avec Gisèle Sallin au Théâtre des Osses, elle remporte les prix suivants : 
- en 1994, le Prix Zora la Rousse décerné au Théâtre des Osses pour l'ensemble de ses spectacles non sexistes et s'adressant à la jeunesse;[19],[23]
- en 1995, le Prix de la Fondation Blancpain, pour la défense de la langue française;[19],[24]
- en 2000, le Prix culturel de l’État de Fribourg;
- en 2003, l'Anneau Hans-Reinhart, la plus haute distinction suisse dans le domaine théâtral (2003);[19],[25]
- Et, en 2014, le Prix de la Fondation Doron qui récompense une institution suprarégionale importante active dans la promotion de la relève théâtrale en Suisse[19].

Cette même année, Véronique Mermoud et Gisèle Sallin prennent leur retraite et quittent la direction du Théâtre des Osses.
Givisiez a été marqué par l'ouverture du Théâtre ; Il existe désormais une "Rue des Femmes Savantes" et une Place des Osses.
En 1994, Henry Bauchau écrivit à Véronique Mermoud, après l'avoir vue interprêter son texte Diotime et les lions : " Je vous ai trouvée belle et pleine de grandeur dans ce rôle de conteuse et d'agissante. (...)", lettre dans laquelle il témoigne de son admiration. 
En 1996, Michel Dubois écrit d'elle : "La Mermoud" comme "la Weigel", jamais n'en fait trop, n'étouffe le rôle par la performance d'un talent. Elle demeure un peu en retrait, équilibrant et dirigeant le personnage, elle le surveille, le guide, lui lâche la bride là où il le faut, le reprend en main quand il le faut." 

## Engagements et réalisations
Avec Gisèle Sallin, elle a fondé la première troupe de théâtre professionnelle permanente du canton de Fribourg. Elle oeuvre, dans sa carrière, pour la reconnaissance du théâtre professionnel, pour la promotion de la relève théâtrale (récompensée par le Prix de la Fondation Doron) et pour la défense de la langue française (récompensée par le Prix de la Fondation Blancpain),. Elle contribue au rayonnement des arts et des lettres, (réponsée par l'Ordre de Chevalier des Arts et des Lettres). 